# مدرسة أم

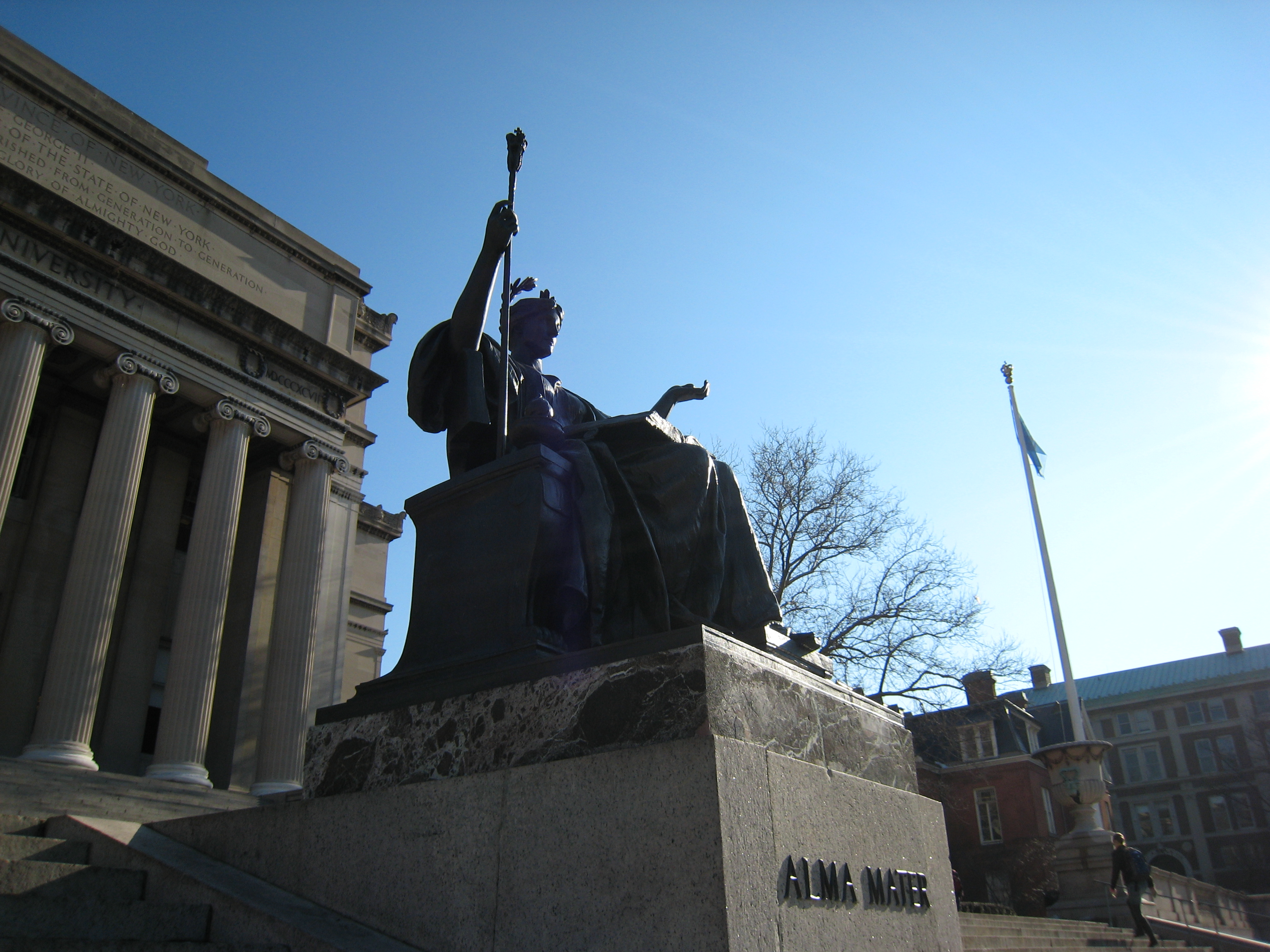
تمثال ألما ماتر في واجهة المكتبة المنخفضة لجامعة كولومبيا في نيويورك.

المدرسة الأم  (باللاتينية: Alma Mater) وتعني الأم المرضعة، كانت هذه العبارة تستعمل في روما القديمة كلقب لعدة آلهة وثنية، وخاصة سيريس وكوبيلي. وفي العصور الوسطى، استخدمت هذه العبارة لدى المسيحيين لوصف مريم العذراء.
وفي يومنا هذا، تشير هذه العبارة إلى مدرسة أو جامعة أو كلية التي ارتادها المرء في سنوات تكوينه الأولى. أو تلقى أول شهادة أو دكتوراه أو هما معاً.  يمكن للعبارة أيضاً أن تشير إلى أغنية مرتبطة بجامعة. غالبا تستعمل العبارة في المفرد لكن جمعها في اللاتينية almae matres.
يوجد في حرم جامعة كولومبيا على أدراج المكتبة المنخفضة تمثال نحاسي لألما ماتر نحته دانيال تشستر فرانتش وفي جامعة إلينوي في إربانا-تشامبين هناك تمثال حجري لألما ماتر. Alma Mater Studiorum («الأم المرضعة للدراسات») هو أيضا شعار جامعة بولونيا أقدم جامعة أوروبية تأسست في عام 1088م.
يعرف المجتمع الطلابي الرئيسي باسم Alma Mater Society في جامعة كووينز في كينغستون بأونتاريو وفي جامعة كولومبيا البريطانية في فانكوفر بكولومبيا البريطانية في كندا.

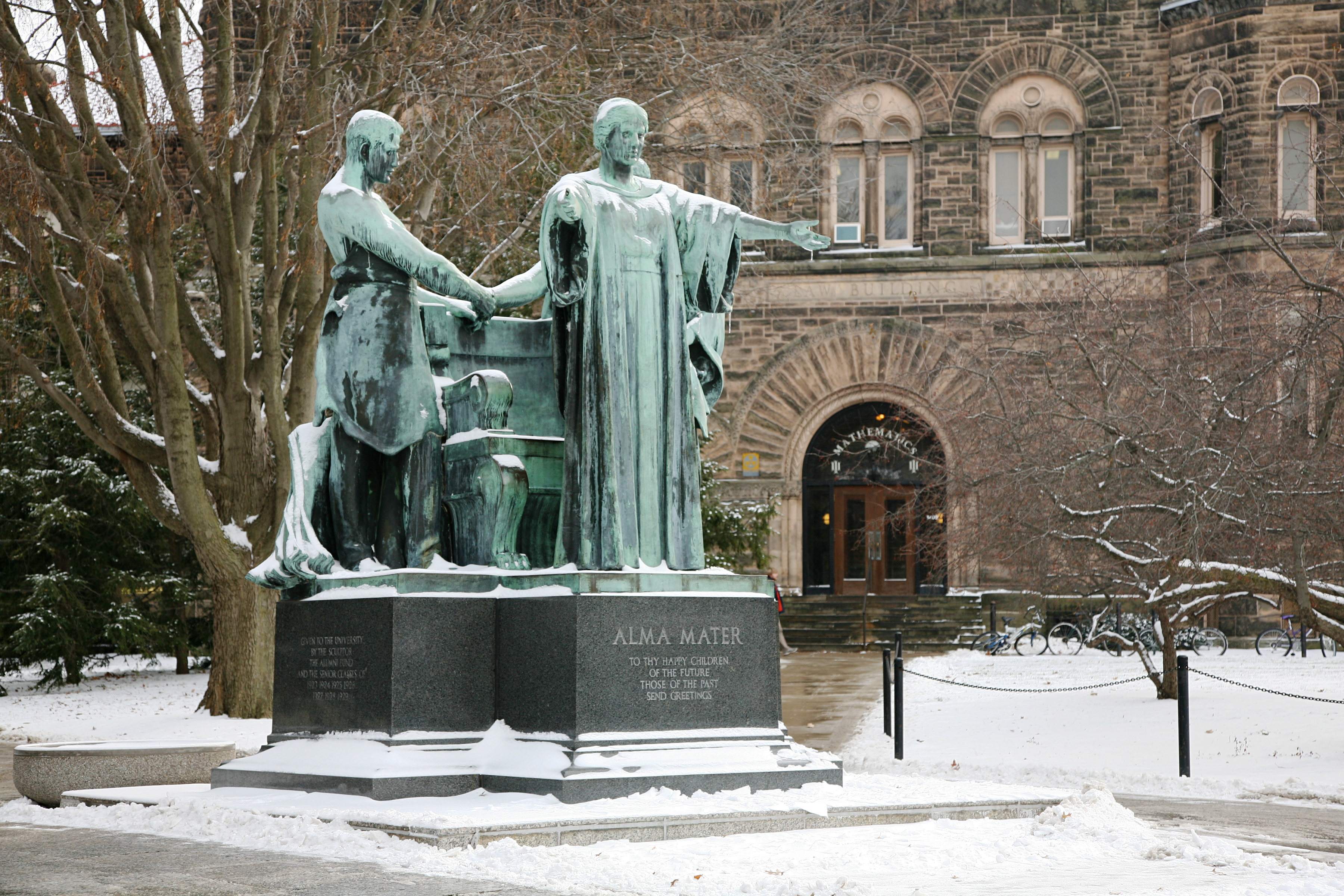
تمثال ألما ماتر في جامعة إلينوي في إربانا-تشامبين.

## وصلات خارجية
- تعريف ألما ماتر في مريم ويبستر أونلاين.